# Limnebius pilicauda
Limnebius pilicauda är en skalbaggsart som beskrevs av Guillebeau 1896. Limnebius pilicauda ingår i släktet Limnebius och familjen vattenbrynsbaggar. Inga underarter finns listade i Catalogue of Life.